# Ісянбетово
Ісянбе́тово (рос. Исянбетово, башк. Иҫәнбәт) — присілок у складі Баймацького району Башкортостану, Росія. Входить до складу Кусеєвської сільської ради.
Населення — 204 особи (2010; 208 в 2002).
Національний склад:
- башкири — 100%